# Lillie Glacier
Lillie Glacier  – lodowiec na Ziemi Wiktorii w Antarktydzie Wschodniej między Bowers Mountains na zachodzie a Concord Mountains i Anare Mountains na wschodzie, spływający do zatoki Ob' Bay, gdzie formuje jęzor lodowcowy – Lillie Glacier Tongue.

## Nazwa
Nazwany na cześć Dennisa G. Lillie’go (1884–1963), biologa brytyjskiej ekspedycji antarktycznej Terra Nova w latach 1910–1913 . Nazwa początkowo odnosiła się jedynie do jęzora lodowca .

## Geografia
Lillie Glacier leży w północnej części Ziemi Wiktorii, między Bowers Mountains na zachodzie a Concord Mountains i Anare Mountains na wschodzie, spływając do zatoki Ob' Bay, gdzie formuje jęzor lodowcowy – Lillie Glacier Tongue . Lodowiec ma ok. 161 km długości i 19 km szerokości . Jęzor lodowca ma ok. 38 m wysokości i ok. 32 km długości, rozciągając się na północ między Cape Cheetham a Cape Williams , we wschodniej części Ob' Bay .
Lodowiec zasilany jest m.in. przez Black Glacier , Champness Glacier , Crawford Glacier , Ebbe Glacier , George Glacier , Graveson Glacier , Greenwell Glacier , Hessengletscher , Lotzegletscher , Martinigletscher , McCann Glacier , Rastorguev Glacier  i Schindewolfgletscher .

## Historia
Jęzor lodowcowy Lillie Glacier został odkryty w lutym 1911 roku przez brytyjską ekspedycję antarktyczną Terra Nova (1910–1913) . Dolna część lodowca została zmapowana w 1962 roku w ramach Australian National Antarctic Research Expeditions na podstawie badań terenowych i zdjęć lotniczych wykonanych podczas Operacji Highjump w latach 1946–1947 . Cały lodowiec został zmapowany przez United States Geological Survey na podstawie badań terenowych i zdjęć lotniczych w latach 1960–1962 .
W sezonie 1979/1980 niemieccy geolodzy uczestniczący w wyprawie GANOVEX wznieśli przy ujściu Ebbe Glacier do Lillie Glacier chatkę z prefabrykatów, która została oddana do użytku w styczniu 1980 roku i nazwana „Lillie Marleen”. W 2005 roku chatka została desygnowana jako jedno z historycznych miejsc i pomników w Antarktyce (ang. Historic Sites and Monuments in Antarctica, HSM) – HSM 79 Lillie Marleen Hut .